# Dan Cregan

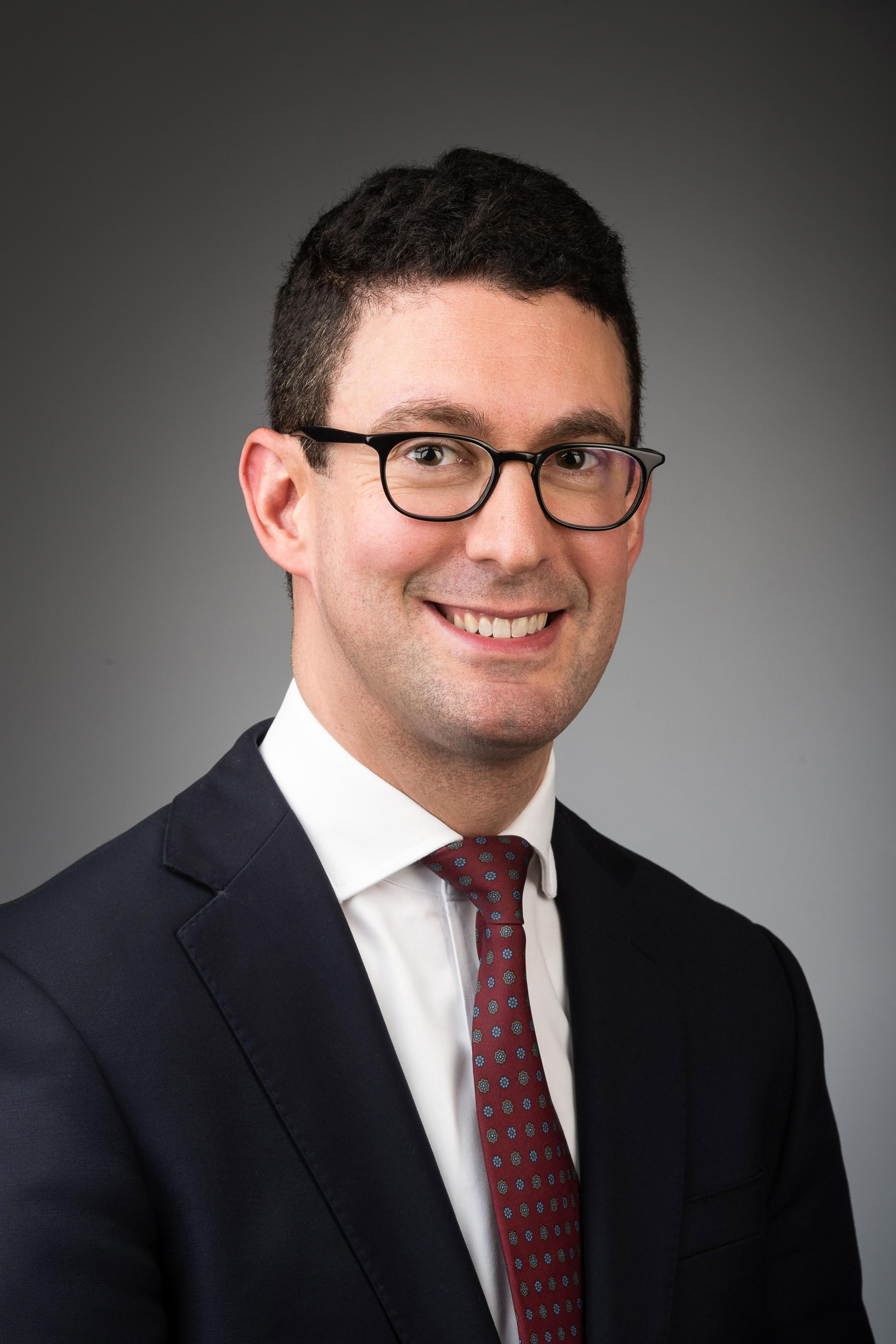
Dan Cregan

Hon. Daniel „Dan“ Roy Cregan ist ein australischer Politiker der Liberal Party sowie seit 2021 Parteiloser, der seit 2018 Mitglied sowie seit 2021 Sprecher des South Australian House of Assembly ist.

## Leben
Daniel „Dan“ Roy Cregan absolvierte nach dem Schulbesuch zunächst ein grundständiges Studium an der University of Adelaide, welches er mit einem Bachelor of Arts (BA) beendete. Ein dortiges darauf folgendes postgraduales Studium der Rechtswissenschaften schloss er mit einem Bachelor of Laws (LL.B.) ab und absolvierte ein weiteres Studium der Rechtswissenschaften am Peterhouse der University of Cambridge, welches er mit einem Master of Laws (LL.M.) beendete. Er war zeitweise juristischer Mitarbeiter von John Jeremy Doyle, der zwischen 1995 und 2012 als Chief Justice des Supreme Court of South Australia war, und arbeitete nach seiner anwaltlichen Zulassung als Solicitor in der Anwaltskanzlei Allens Linklaters. Er war zudem Direktor des Australian Property Institute (API), ein professioneller Branchenverband, der Gutachter, Analysten, Fondsmanager und Immobilienanwälte für Wohn- und Gewerbeimmobilien sowie Anlagen und Maschinen vertritt, sowie als Geschäftsführer eines Familienunternehmens tätig.
Bei der Wahl am 17. März 2018 wurde Cregan für die Liberal Party als Nachfolger seines Parteifreundes Mark Goldsworthy im Wahlkreis Kavel nach Berücksichtigung der sogenannten „Two Candidate Preferred“-Auswertung mit 12.878 Stimmen (59,7 Prozent) erstmals zum Mitglied des South Australian House of Assembly gewählt, des Unterhauses des Parlaments von South Australia. Zu Beginn seiner Parlamentsmitgliedschaft war er in der 54. Legislaturperiode zwischen dem 3. Mai 2018 und dem 13. Oktober 2020 Mitglied des Prüfungsausschusses für Gesetzgebung, vom 9. Mai 2018 bis zum 12. Oktober 2021 des Ausschusses für öffentliche Arbeiten sowie zwischen dem 13. August 2018 und dem 14. Oktober 2021 außerdem des Ausschusses für Kriminalität und öffentliche Integrität. Am 8. Dezember 2021 trat er aus der Liberal Party aus, ist seither als parteiloser Independent Mitglied der Legislativversammlung und wurde als solcher bei der Wahl am 19. März 2022 im Wahlkreis Kavel wiedergewählt, wobei er sich mit 12.199 Wählerstimmen (50,5 Prozent) deutlich gegen seine Herausforderer durchsetzen konnte.
Am 12. Oktober 2021 wurde Dan Cregan als parteiloser Independent als Speaker zum Sprecher des House of Assembly gewählt und löste damit Josh Teague von der Liberal Party ab. In der 54. Legislaturperiode war er zwischen dem 12. Oktober und dem 31. Dezember 2021 außerdem noch Mitglied des Gemeinsamen Ausschusses für parlamentarische Dienste sowie vom 12. Oktober 2021 bis zum 19. Februar 2022 des Geschäftsordnungsausschusses. In der 55. Legislaturperiode ist er neben seinem Amt als Speaker seit dem 3. Mai 2022 weiterhin Mitglied des Gemeinsamen Ausschusses für parlamentarische Dienste sowie des Geschäftsordnungsausschusses.

## Weblink
- Hon Dan Cregan. In: Parlament von South Australia. Abgerufen am 31. März 2024 (englisch).